# Nuevo Imperial (distrito)
O Nuevo Imperial é um dos dezesseis distritos que formam a Província de Cañete, situada em Departamento de Lima,

## Transporte
O distrito de Nuevo Imperial é servido pela seguinte rodovia:
- PE-24, que liga o distrito de Cerro Azul (Região de Lima) à cidade de Chilca (Região de Junín) [1][2][3]